# ЧС2Т
ЧС2Т (ЧС2, обладнаний реостатним гальмом, заводське позначення — 63E) — пасажирський шестивісний електровоз постійного струму, виготовлявся чехословацьким заводом Шкода в 1972 році (дослідна партія) і з 1974 до 1976 року (масштабне виробництво) для радянських залізниць.  За конструкцією кузова і більшості деталей уніфікований з електровозом ЧС4Т. З ЧС2, недивлячись на схожі позначення, ЧС2Т фактично не має нічого спільного, окрім елементів екіпажної частини.

## Історія
В кінці 1972 року на радянські залізниці надійшли два дослідних електровоза ЧС2Т №875 і 876 з реостатним гальмуванням (заводський тип 63Е0). На електровозах були встановлені потужніші тягові  електродвигуни AL-4846dT, в яких була дещо змінена конструкція якоря і полюсів і покращена теплопередача від обмоток до сердечника якоря. Обмотки котушок мали ізоляцію класса F. Потужність електровоза становила 4620 кВт. Тягові двигуни, як і на електровозах ЧС2, з'єднувались послідовно, послідовно-паралельно і паралельно, ходовими позиціями були 20, 33 і 42. На кожній з ходових позицій можна було отримати п"ять ступенів ослаблення збудження — 85, 70, 57, 47 і 35 процентів.
На відміну від електровозів серії ЧС2, на електровозах серії ЧС2Т електродвигуни вентиляторів охолодження тягових двигунів були постійно включені послідовно, а електродвигуни вентиляторів охолодження пуско-гальмівних опорів — паралельно одній з секцій цих опорів.
Перша партія електровозів ЧС2Т отримала заводське позначення 63Е1 (№№ 945—1024), друга — 63Е2 (№№ 1025—1062). Вони мали незначні відмінності від дослідних електровозів. Їхні жалюзі камер пуско-гальмівних опорів керуються дистанційно з кабіни машиніста (63Е2), відсутні прожектори під лобовим склінням. На електровозах 63Е2, на відміну від 63Е1, в кабіні машиніста встановлювався кондиціонер, незначно покращилися деякі конструктивні елементи.
Радянські залізниці отримали 118 (№№ 945—1062) серійних електровозів серії ЧС2Т. Вони надходили рівномірними партіями в депо Москва-Жовтнева (ТЧ‑1) і Ленінград-Пасажирський-Московський (ТЧ‑8). До 2001 року вони були приписані до цих депо. У 2001 році після передачі парка ЧС2Т з Москви до Санкт-Петербурга всі вони приписані до локомотивного депо Санкт-Петербург-Пасажирський–Московський, до переведення ділянки Мурманськ — Лоухи на змінний струм були приписані до депо Мурманськ (ТЧ‑28).